# Carmelo Barone
Carmelo Barone (* 3. April 1956 in Avola) ist ein ehemaliger italienischer Radrennfahrer.

## Sportliche Laufbahn
Der Sizilianer Barone hatte als Amateur einige Erfolge aufzuweisen. Er wurde 1975 Sieger des Straßenrennens der Mittelmeerspiele in Algier und Vize-Meister der Amateure hinter Roberto Ceruti. 1976 war er Teilnehmer der Olympischen Sommerspiele in Montreal. Beim Sieg von Bernt Johansson wurde er 31. im olympischen olympischen Straßenrennen. Im Mannschaftszeitfahren konnte er mit seinem Team nicht an die italienischen Traditionen anknüpfen, sein Vierer wurde nur als 11. klassiert. 1977 wurde er Berufsfahrer in einem kleinen italienischen Team. Dennoch konnte er in seinem ersten Jahr als Profi fünf Siege erringen, darunter die Coppa Bernocchi und die Trofeo Baracchi gemeinsam mit Olympiasieger Johansson als Partner. 1978 siegte er im Gran Premio Montelupo. Bis 1983, dem Jahr, in dem seine Laufbahn beendete, gewann er noch Rennen wie den Giro dell’Umbria 1979 und den Giro del Veneto 1980. 1980 gelang ihm auch ein Etappensieg im Giro d’Italia. Den Giro fuhr er sechsmal, der 18. Platz 1979 war sein bestes Ergebnis in der Gesamtwertung.